# 호산초등학교 노실분교
호산초등학교 노실분교는 대한민국 강원특별자치도 삼척시 원덕읍 노실길 81-21(노곡리)에 있었던 초등학교이다.

## 연혁
- 1966.11.11 호산국민학교 노실분교 설립인가
- 1967.03.03 호산국민학교 노실분교 개교(2학급)
- 1970.12.31 노실국민학교로 승격
- 1986.03.01 호산초등학교 노실분교로 격하
- 2008.03.01 학생수 감소로 폐교